# Área modal efectiva
Es el área que cubre un modo transversal electromagnético que se propaga en una guía de ondas o una fibra óptica.

## Definición
El perfil de intensidad del campo transversal de una fibra óptica o de una guía de ondas decae suavemente, por tanto la definición del área modal no es tan sencilla. Una definición práctica para el área modal efectiva es:
{\displaystyle A_{eff}={\frac {(\int |E|^{2}dA)^{2}}{\int |E|^{4}dA}}={\frac {(\int IdA)^{2}}{\int I^{2}dA}}.}
Donde E es la amplitud del campo eléctrico y I es la intensidad óptica.
Algunos valores típicos para el área modal serían de: ~100μm2 para una fibra óptica mono-modo (telecomunicaciones), ~1000μm2 para una fibra óptica multi-modo y hasta ~10μm2 para una fibra de cristal fotónico (PCF). Las guías ópticas cuya área modal son muy grandes, tienen pérdidas considerables. Por el contrario, las guías con área modal pequeña tienen un mayor confinamiento del campo electromagnético y por tanto tienen menos perdidas. A su vez, tienen una mayor intensidad por área y por tanto los efectos no lineales se acrecientan.